# Nomi
Nomi es una localidad y comune italiana de la provincia de Trento, región de Trentino-Alto Adigio, con 1.278 habitantes.

## Evolución demográfica
| Gráfica de evolución demográfica de Nomi entre 1861 y 2001 |
|                                                            |
| Fuente ISTAT - elaboración gráfica de Wikipedia            |